# Amitabh Bachchan
Amitabh Bachchan (IPA: [əmɪˈtaːbʱ ˈbəttʃən], in hindī अमिताभ बच्चन; Allahabad, 11 ottobre 1942) è un attore e politico indiano.
Noto attore di Bollywood, produttore e presentatore televisivo, è una delle figure più importanti dell'industria cinematografica del suo paese; è stato anche membro del parlamento indiano.
Dopo gli studi e dopo aver intrapreso la carriera di attore arriva al successo di critica e pubblico nel 1970 col film Anand. Dal 1970 al 1984 recita spesso in film d'azione, ma anche in commedie e pellicole romantiche.
Intraprende poi la carriera politica accanto a Rajiv Gandhi, ma viene coinvolto, anche se marginalmente, in uno scandalo di corruzione politica e si dimette. Torna a fare l'attore e riscuote ancora consensi fino agli anni novanta quando diventa produttore nel campo dell'intrattenimento. Ancora però, a seguito di un tracollo finanziario, viene bandito dalla stampa del mondo dello spettacolo e la sua carriera subisce una forte battuta d'arresto.
Dal 2000 presenta in televisione la versione indiana di Chi vuol essere milionario. Nel 2005 recita nel film Bunty Aur Babli, in cui svolge anche la funzione del narratore della vicenda, così come fa nello stesso anno per Parineeta. Nel 2007 appare in Senza zucchero.

## Biografia
Amitabh Bachchan è nato ad Allahabad nell'Uttar Pradesh, in una famiglia indù di casta Kāyastha. Suo padre, il dottor Harivansh Rai Bachchan, è stato un noto poeta hindi, mentre sua madre Teji Bachchan era una Sikh di Karachi. Bachchan è stato inizialmente chiamato Inquilaab, nome ispirato dalla famosa frase "Inquilab Zindabad" (lett. "Lunga vita alla rivoluzione"), durante la lotta per l'indipendenza indiana. Tuttavia, su suggerimento del collega poeta Pant Sumitranandan, Harivansh Rai ha cambiato il nome del figlio in Amitabh, che significa "la luce che non sarebbe mai andata via".
Nonostante il suo vero cognome fosse Shrivastava, Harivash Rai aveva adottato lo pseudonimo Bachchan, che significa "come un bambino" in Hindi colloquiale, con il quale ha pubblicato tutti i suoi lavori. È con questo cognome che Amitabh ha debuttato nel mondo del cinema, ed esso è poi diventato il cognome di tutti i membri della sua famiglia.
Amitabh ha un fratello minore di nome Ajitabh, è sposato con l'attrice Jaya Bhaduri e ha avuto due figli con lei, Shweta Nanda e Abhishek Bachchan; quest'ultimo è un attore come suo padre ed è sposato con l'attrice Aishwarya Rai.
La figlia Schweta l'ha reso nonno per la prima volta nel 1997, a 55 anni.

## Filmografia

### Cinema
- Saat Hindustani, regia di Khwaja Ahmad Abbas (1969)
- Anand, regia di Hrishikesh Mukherjee (1971)
- Pyar Ki Kahani, regia di Ravikant Nagaich (1971)
- Parwana, regia di Jyoti Swaroop (1971)
- Reshma Aur Shera, regia di Sunil Dutt (1971)
- Piya Ka Ghar, regia di Basu Chatterjee (1972)
- Sanjog, regia di S.S. Balan (1972)
- Bombay to Goa, regia di S. Ramanathan (1972)
- Garam Masala, regia di Aspi Irani (1972)
- Ek Nazar, regia di B.R. Ishara (1972)
- Bansi Birju, regia di Prakash Verma (1972)
- Raaste Kaa Patthar, regia di Mukul Dutt (1972)
- Jaban, regia di Palash Bannerjee (1972)
- Bandhe Haath, regia di O.P. Goyle (1973)
- Zanjeer, regia di Prakash Mehra (1973)
- Gehri Chaal, regia di C.V. Sridhar (1973)
- Abhimaan, regia di Hrishikesh Mukherjee (1973)
- Saudagar, regia di Sudhendu Roy (1973)
- Namak Haraam, regia di Hrishikesh Mukherjee (1973)
- Dost, regia di Dulal Guha (1974)
- Kasauti, regia di Aravind Sen (1974)
- Roti Kapada Aur Makaan, regia di Manoj Kumar (1974)
- Benaam, regia di Narendra Bedi (1974)
- Kunwara Baap, regia di Mehmood (1974)
- Majboor, regia di Ravi Tandon (1974)
- Parinay, regia di Kantilal Rathod (1974)
- Deewaar, regia di Yash Chopra (1975)
- Zameer, regia di Ravi Chopra (1975)
- Chupke Chupke, regia di Hrishikesh Mukherjee (1975)
- Mili, regia di Hrishikesh Mukherjee (1975)
- Sholay, regia di Ramesh Sippy (1975)
- Faraar, regia di Shankar Mukherjee (1975)
- Kabhi Kabhie, regia di Yash Chopra (1976)
- Balika Badhu, regia di Tarun Majumdar (1976)
- Hera Pheri, regia di Prakash Mehra (1976)
- Do Anjaane, regia di Dulal Guha (1976)
- Aadalat, regia di Narendra Bedi (1976)
- Immaan Dharam, regia di Desh Mukherjee (1977)
- Khoon Pasina, regia di Rakesh Kumar (1977)
- I giocatori di scacchi (Shatranj Ke Khilari), regia di Satyajit Ray (1977) - narratore
- Alaap, regia di Hrishikesh Mukherjee (1977)
- Amar Akbar Anthony, regia di Manmohan Desai (1977)
- Parvarish, regia di Manmohan Desai (1977)
- Charandas, regia di B.S. Thapa (1977)
- Ganga Ki Saugand, regia di Sultan Ahmed (1978)
- Besharam, regia di Deven Verma (1978)
- Kasme Vaade, regia di Ramesh Behl (1978)
- Trishul, regia di Yash Chopra (1978)
- Don, regia di Chandra Barot (1978)
- Muqaddar Ka Sikandar, regia di Prakash Mehra (1978)
- The Great Gambler, regia di Shakti Samanta (1979)
- Jurmana, regia di Hrishikesh Mukherjee (1979)
- Mr. Natwarlal, regia di Rakesh Kumar (1979)
- Kaala Patthar, regia di Yash Chopra (1979)
- Manzil, regia di Basu Chatterjee (1979)
- Ahsaas, regia di Surindara Suri (1979)
- Suhaag, regia di Manmohan Desai (1979)
- Do Aur Do Paanch, regia di Rakesh Kumar (1980)
- Dostana, regia di Raj Khosla (1980)
- Ram Balram, regia di Vijay Anand (1980)
- Shaan, regia di Ramesh Sippy (1980)
- Barsaat Ki Ek Raat, regia di Shakti Samanta (1981)
- Naseeb, regia di Manmohan Desai (1981)
- Laawaris, regia di Prakash Mehra (1981)
- Silsila, regia di Yash Chopra (1981)
- Walayati Babu, regia di Dharam Kumar (1981)
- Commander, regia di Rakesh Kumar (1981)
- Yaarana, regia di Rakesh Kumar (1981)
- Seven on Seven (Satte Pe Satta), regia di Raj N. Sippy (1982)
- Bemisal, regia di Hrishikesh Mukherjee (1982)
- Desh Premee, regia di Manmohan Desai (1982)
- Namak Halaal, regia di Prakash Mehra (1982)
- Khud-Daar, regia di Ravi Tandor (1982)
- Shakti, regia di Ramesh Sippy (1982)
- Nastik, regia di Pramod Chakravorty (1983)
- Andhaa Kaanoon, regia di Rama Rao Tatineni (1983)
- Mahaan, regia di S. Ramanathan (1983)
- Pukar, regia di Ramesh Behl (1983)
- Coolie, regia di Manmohan Desai e Prayag Raj (1983)
- Inquilaab, regia di Rama Rao Tatineni (1984)
- Sharaabi, regia di Prakash Mehra (1984)
- Khabardar, regia di Rama Rao Tatineni (1984)
- Paan khaye Saiyan Hamaar, regia di Sujit Kumar (1984)
- Kanoon Kya Karega, regia di Mukul Anand (1984)
- Ghulami, regia di J.P. Dutta (1985)
- Geraftaar, regia di Prayag Raj (1985)
- Mard, regia di Manmohan Desai (1985)
- Aakhree Raasta, regia di Bhagyaraj (1986)
- Shahenshah, regia di Tinnu Anand (1988)
- Soorma Bhopali, regia di Jagdeep (1988)
- Gangaa Jamunaa Saraswathi, regia di Manmohan Desai (1988)
- Batwara, regia di J.P. Dutta (1989)
- Toofan, regia di Ketan Desai (1989)
- Jaadugar, regia di Prakash Mehra (1989)
- Main Azaad Hoon, regia di Tinnu Anand (1989)
- Shanakht, regia di Tinnu Anand (1989)
- Agneepath, regia di Mukul Anand (1990)
- Aaj Ka Arjun, regia di K.C. Bokadia (1990)
- Hum, regia di Mukul Anand (1991)
- Ajooba, regia di Shashi Kapoor e Gennadiy Vasilev (1991)
- Indrajeet, regia di K.V. Raju (1991)
- Akayla, regia di Ramesh Sippy (1991)
- Sadhu Sant, regia di Prakash Mehra (1991)
- Khuda Gawah, regia di Mukul Anand (1992)
- Zulm Ki Hukumat, regia di Bharat Rangachary (1992)
- Insaniyat, regia di Tony Juneja (1994)
- Mrityudaata, regia di Mehul Kumar (1997)
- Major Saab, regia di Tinnu Anand (1998)
- Bade Miyan Chote Miyan, regia di David Dhawan (1998)
- Hero Hindustani, regia di Aziz Sejawal (1998)
- Lal Baadshah, regia di K.C. Bokadia (1999)
- Sooryavansham, regia di E.V.V. Satyanarayana e Pranavanand (1999)
- Hindustan Ki Kasam, regia di Veeru Devgan (1999)
- Kohram, regia di Mehul Kumar (1999)
- Hello Brother, regia di Sohail Khan (1999) - voce
- Mohabbatein, regia di Aditya Chopra (2000)
- Ek Rishtaa: The Bond of Love, regia di Suneel Darshan (2001)
- Lagaan - C'era una volta in India (Lagaan: Once Upon a Time in India), regia di Ashutosh Gowariker (2001) - narratore
- Aks, regia di Rakeysh Omprakash Mehra (2001)
- Kabhi Khushi Kabhie Gham..., regia di Karan Johar (2001)
- Aankhen, regia di Vipul Amrutlal Shah (2002)
- Hum Kisi Se Kum Nahin, regia di David Dhawan (2002)
- Agni Varsha, regia di Arjun Sajnani (2002)
- Kaante, regia di Sanjay Gupta (2002)
- Armaan, regia di Honey Irani (2003)
- Boom, regia di Kaizad Gustad (2003)
- Baghban, regia di Ravi Chopra (2003)
- La divisa (Khakee), regia di Rajkumar Santoshi (2004)
- Aetbaar, regia di Vikram Bhatt (2004)
- Dev, regia di Govind Nihalani (2004)
- Lakshya, regia di Farhan Akhtar (2004)
- Deewaar: Let's Bring Our Heroes Home, regia di Milan Luthria (2004)
- Gara di cuori (Kyun...! Ho Gaya Na), regia di Samir Karnik (2004)
- Hum Kaun Hai?, regia di Ravi Sharma Shankar (2004)
- Veer-Zaara, regia di Yash Chopra (2004)
- Ab Tumhare Hawale Watan Saathiyo, regia di Anil Sharma (2005)
- Black, regia di Sanjay Leela Bhansali (2005)
- Waqt: The Race Against Time, regia di Vipul Amrutlal Shah (2005)
- Bunty Aur Babli, regia di Shaad Ali (2005) - narratore
- Parineeta, regia di Pradeep Sarkar (2005) - narratore
- Paheli, regia di Amol Palekar (2005)
- Sarkar, regia di Ram Gopal Varma (2005)
- Viruddh... Family Comes First, regia di Mahesh Manjrekar (2005)
- Dil Jo Bhi Kahey, regia di Romesh Sharma (2005)
- Ek Ajnabee, regia di Apoorva Lakhia (2005)
- Family: Ties of Blood, regia di Rajkumar Santoshi (2006)
- Darna Zaroori Hai, regia collettiva (2006)
- Non dire mai addio (Kabhi Alvida Naa Kehna), regia di Karan Johar (2006)
- Ganga, regia di Abhishek Chhadha (2006)
- Baabul, regia di Ravi Chopra (2006)
- Eklavya: The Royal Guard (Eklavya), regia di Vidhu Vinod Chopra (2007)
- Nishabd, regia di Ram Gopal Varma (2007)
- Shootout at Lokhandwala, regia di Apoorva Lakhia (2007)
- Senza zucchero (Cheeni Kum), regia di R. Balki (2007)
- Jhoom Barabar Jhoom, regia di Shaad Ali (2007)
- Ram Gopal Varma Ki Aag, regia di Ram Gopal Varma (2007)
- The Last Lear, regia di Rituparno Ghosh (2007)
- Gangotri, regia di Abhishek Chhadha (2007)
- Om Shanti Om, regia di Farah Khan (2007)
- La sposa dell'imperatore (Jodhaa Akbar), regia di Ashutosh Gowariker (2008) - voce
- Yaar Meri Zindagi, regia di Ashok Gupta (2008)
- Bhootnath (Bhoothnath), regia di Vivek Sharma (2008)
- Sarkar Raj, regia di Ram Gopal Varma (2008)
- God Tussi Great Ho, regia di Rumi Jaffrey (2008)
- Delhi-6, regia di Rakeysh Omprakash Mehra (2009)
- Aladin, regia di Sujoy Ghosh (2009)
- Paa, regia di R. Balki (2009)
- Rann, regia di Ram Gopal Varma (2010)
- Teen Patti, regia di Leena Yadav (2010)
- Kandahar, regia di Major Ravi e Kudamaloor Rajaji (2010)
- Bhuddah Hoga Tera Baap (Bbuddah... Hoga Terra Baap), regia di Puri Jagannadh (2011)
- Aarakshan, regia di Prakash Jha (2011)
- Department, regia di Ram Gopal Varma (2012)
- Bol Bachchan, regia di Rohit Shetty (2012)
- Quando parla il cuore (English Vinglish), regia di Gauri Shinde (2012)
- Ganga Devi, regia di Abhishek Chhadha (2012)
- Il grande Gatsby (The Great Gatsby), regia di Baz Luhrmann (2013)
- Satyagraha, regia di Prakash Jha (2013)
- Bhoothnath Returns, regia di Nitesh Tiwari (2014)
- Manam, regia di Vikram K. Kumar (2014)
- Shamitabh, regia di R. Balki (2015)
- Hey Bro, regia di Ajay Chandhok (2015)
- Piku, regia di Shoojit Sircar (2015)
- Wazir, regia di Bejoy Nambiar (2016)
- Ki & Ka, regia di R. Balki (2016)
- Te3n, regia di Ribhu Dasgupta (2016)
- Pink, regia di Aniruddha Roy Chowdhury (2016)
- Sarkar 3, regia di Ram Gopal Varma (2017)
- The Great Leader, regia di Abhishek Chhadha (2017)
- 102 Not Out, regia di Umesh Shukla (2018)
- Thugs of Hindostan, regia di Vijay Krishna Acharya (2018)
- Padman, regia di R. Balki (2018)
- Badla, regia di Sujoy Ghosh (2019)
- Sye Raa Narasimha Reddy, regia di Surender Reddy (2019)
- AB Aani CD, regia di Milind Lele (2020)
- Gulabo Sitabo, regia di Shoojit Sircar (2020)
- Chehre, regia di Rumi Jaffery (2021)
- Brahmāstra: Part One - Shiva, regia di Ayan Mukerji (2022)

### Televisione
- Kaun Banega Crorepati? (2000-2006, 2010-oggi)